# Iñaki Álaba
Iñaki Álaba Trueba (San Sebastián, 14 de noviembre de 1966) fue un futbolista español que se desempeñaba como defensor.

## Carrera profesional
Iñaki Álaba inició su carrera en la cantera de la Real Sociedad y en 1988 ya era titular el primer equipo, pasando antes por el Sanse. Sus primeros minutos con el primer equipo se produjeron en el empate a uno contra el Sporting de Gijón en El Molinón, jugando 25 minutos. 
El 16 de abril de 1989 debutó como titular en un derbi vasco contra el Athletic Club en San Mamés, partido que se saldó con una victoria a favor de los donostiarras por 2-3. 
A pesar de que se había asentado como uno más del equipo, Álaba no disfrutaba del fútbol. En verano de 1990 antes de comenzar la pretemporada un amigo suyo falleció en un accidente de tráfico, lo que hizo que entrara en depresión. Ello hizo que ese mismo mes de agosto anunciara su retirada con solo 23 años en una rueda de prensa para dedicarse a estudiar abogacía.

### Regreso
Después de estar 14 meses retirado, volvió a la Real Sociedad para  la temporada 91/92, aunque ya no al mismo nivel. Permaneció en la Real Sociedad cuatro temporadas más hasta que en la 95/96 fichó por el Extremadura. Tras una temporada se marchó a Galicia para jugar un año más en el Racing Club de Ferrol. Con 31 años puso fin a su carrera deportiva.
Tras su retirada continuó su carrera como abogado y trabajó en varias empresas financieras y de asesoramiento patrimonial. También ha sido directivo de la Real Sociedad.

## Clubes
| Club                  | País   | Año         |
| --------------------- | ------ | ----------- |
| Real Sociedad         | España | 1987 - 1995 |
| CF Extremadura        | España | 1995 - 1996 |
| Racing Club de Ferrol | España | 1995 - 1996 |